# Musée du canal du lac Biwa

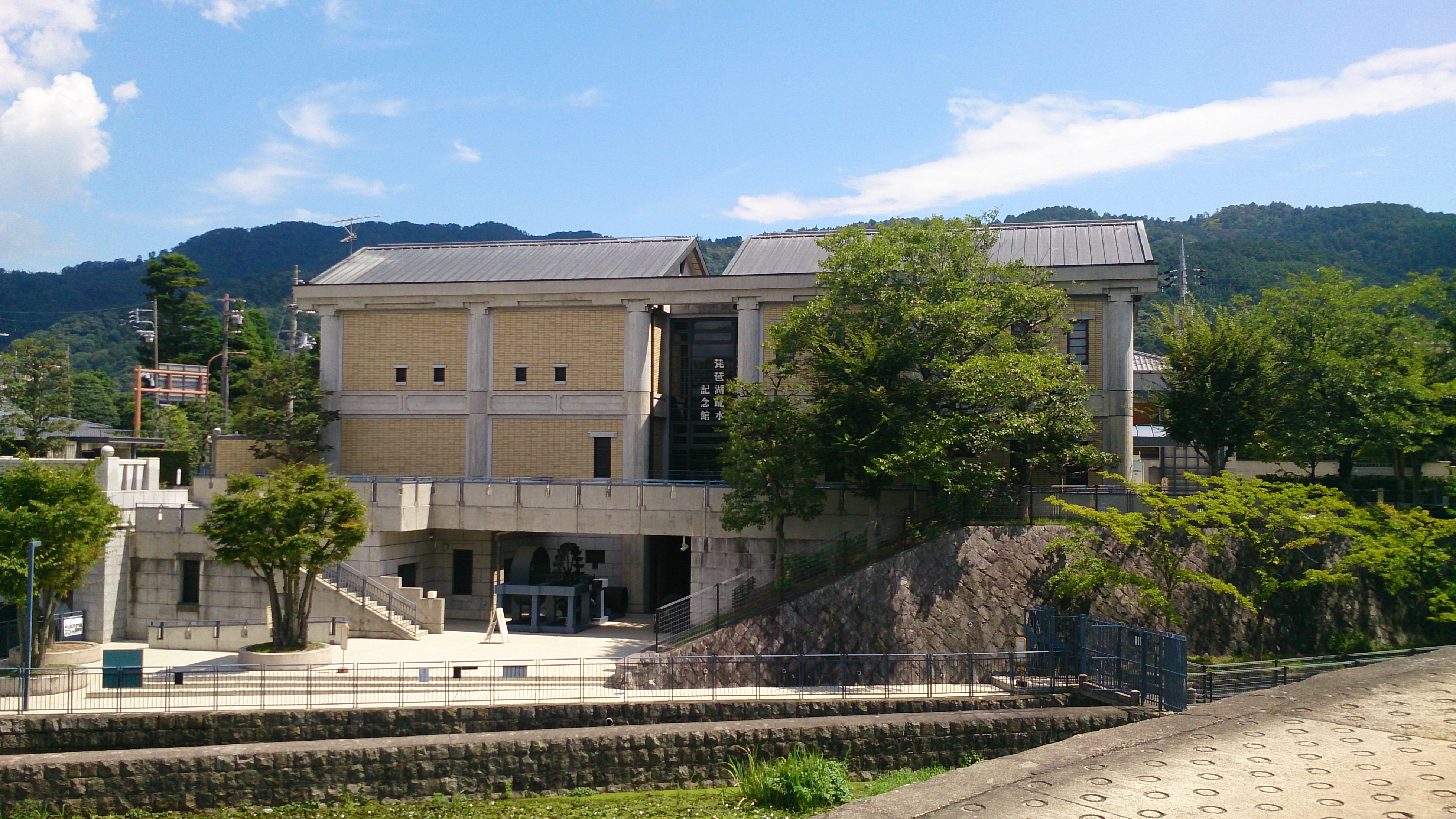
Musée du canal du lac Biwa

Le Musée du canal du lac Biwa est un bâtiment commémoratif situé dans l'arrondissement de Sakyō dans la ville de Kyoto près du jardin Murin-an. Il a ouvert ses portes le 9 août 1989 à l'occasion du 100e anniversaire du canal du lac Biwa reliant le lac Biwa et la ville de Kyoto.